# 羅森代爾圖書館
羅森代爾圖書館（英語：Rosendale Library），正式名稱為諸聖堂（英語：All Saints' Chapel），是位於美国纽约州羅森代爾人口普查區域大街（；213號紐約州州道的一部分）的公共图书馆。該建築原為哥德復興式圣公会教堂，以於當地開採的羅森代爾水泥覆蓋其石製外牆。
該建築在1950年代中期遭遇了朗道特溪洪水汎濫，並因而受損及遭廢棄。該建築在1970年代中期也遭遇了火災但得以幸存。後來，一個新的图书馆設立，而該建築也因此重新啓用，並作為圖書館的館舍。該建築於1986年被列入美國國家史蹟名錄。

## 建築
該建築樓高一層，兩邊各有五個開口，聖壇呈長方形。外牆由羅森代爾水泥建造，無鋪面，窗門有裝飾。1970年代中期的火災使該建築大部分的原有室內裝飾需要更換，而原始木質天花板則完好無損。除了兩個花窗玻璃窗外，該建築的所有窗戶都必須更換。該建築的設計可容納150人。

## 歷史
特拉華和哈德遜運河在1820年代末期啓用，並使包括羅森代爾在内的運河沿綫社區開始迅速發展。1874年，位於石嶺附近的聖彼得大教堂（St. Peter's Episcopal Church）創立了“聖約翰傳道區”（St. John's Mission）以服務羅森代爾的信徒，而羅森代爾在兩年内已經發展到有足夠人口擁有自己的小圣堂。為建造該建築，當時籌款2000美元作為建造費用，而該建築於1877年完工。聖約翰傳道區也因此更名為“諸聖傳道區”（All Saints' Mission）。
1893年，傳道區升格為牧區，並在20世紀初期牧養布魯明黛及里夫頓等鄰近地區的傳道區。1956年，颶風弗羅斯所誘發的洪水汎濫對該建築造成嚴重破壞，使之被廢棄；牧區也因而被廢除。一名經營水泥生意的家族的後裔安德魯·薛達（Andrew Snyder）於1957年購入該建築。他向當地婦女俱樂部稱，如果俱樂部組建圖書館的話，他會把該建築捐贈給該圖書館。俱樂部的成員於是成立了羅森代爾圖書館協會（Rosendale Library Association），而該建築在修復和改善工程後於1959年作為圖書館重新開放。該建築在1975年遭遇了火災，而該火災對建築造成了一定程度的損壞。原有的內部裝飾及所有窗戶（兩個彩繪玻璃窗外）都必須拆除並更換。作為維修工程的一部分，該建築增建了最初計劃興建的西翼。
1980年代，該建築被列入國家史蹟名錄。纽约州议会隨後通過法案批准建立一個特別圖書館區，而該法案由時任纽约州州长马里奥·库默簽署。羅森代爾的選民在1987年投票通過創立特別圖書館區，並在兩年後從州議會管理局獲得特許狀。針對該建築本身的工作仍在繼續。2000年代，特別圖書館區獲得7.5萬美元的國家補助金，以修復該建築的石板屋頂，而目前圖書館正在籌款維護該建築。

## 美學
該建築有著厚厚的牆壁和尖形窗口，與最先使用哥德復興式風格的英國鄉村教堂的設計一致。窗戶周圍的拱形設計和磚塊也與居於哈德遜河谷的英格蘭裔美國人所建的本土風格教堂的設計一致。該建築外部的嵌入式外殼及切觸也追隨了約翰·拉斯金（John Ruskin）的威尼斯哥德式風格。該建築的最不尋常的地方在於其外觀。同類建築的外部通常會有碎石裸露，但該建築則以羅森代爾水泥覆蓋碎石，以强調當地生產的建築材料使當地的許多居民和會眾富裕。

## 外部連結
- 圖書館網站 （页面存档备份，存于）